# Словолитня

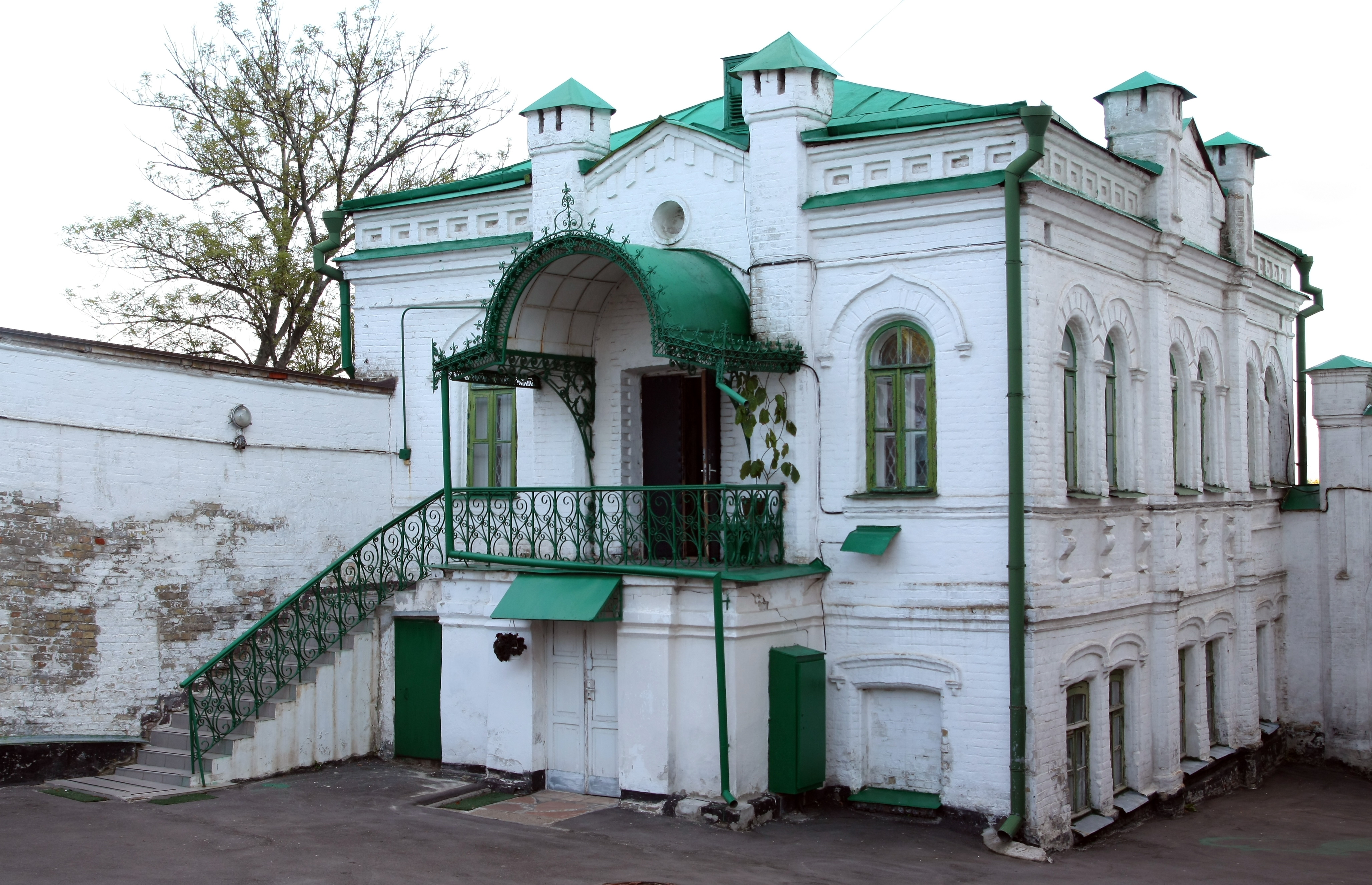
Словолитня Києво-Печерської Лаври

Словолитня (від старослов'янського «слово», що означає «буква», досл. «букволиварне виробництво») — підприємство з розробки та виготовлення шрифтів (переважно металевих, рідше з дерева) та іншого знаряддя для високого друку.

## Технологічний процес виготовлення
Усі складальні матеріали, зокрема й шрифти, виготовляли на шрифтоливарних заводах (словолитнях), але могли бути відлиті і в складальних цехах поліграфічних підприємств. Виготовлення складальних матеріалів безпосередньо в цеху дозволяло організовувати складання по замкнутому циклу.
Елементи складальних форм (літери шрифту або шрифтові рядки, друкуючі лінійки, проміжні матеріали й ін.) відливали із легкоплавких свинцево-сурм'яно-олов'янистих друкарських сплавів. Стандартні друкарські сплави виготовляли у відповідності з ГОСТ 5235-74, який включав п'ятнадцять марок сплавів з різним процентним вмістом основних компонентів. Температура плавлення сплавів залежала від їх складу і змінювалася в межах від 240 до 310 °С. Для відливання літер шрифту багаторазового використання для ручного складання використовувались шрифтоливарні сплави Ш1, Ш2, Ш3 і універсальний сплав У (сурма 12–13 %, олово 4,3–5 %, решту — свинець).
Значно пізніше на словолитнях освоїли відливання шрифтів та проміжних матеріалів також і з пластмаси у відповідності з ГОСТ 3489.1-71 — 3489.38-72. Для шрифтів із пластмаси використовувались ті ж матриці, що і при виготовленні шрифтів із друкарського сплаву. Для виготовлення шрифтів і проміжних матеріалів використовувалася пластмаса марки АТ (сополімер стиролу з окисом алюмінію і двоокисом титану), якій притаманна висока в'язкість, низька теплопровідність і велика теплоємність. У зв'язку з цими властивостями застосовувались спеціальні режими литва: високий тиск (400 кгс/см²) при 200—250 °С і тривале утримування в формі (до 60 с) для формування і охолодження відливки.
Пластмасові шрифти і проміжний матеріал мають ряд позитивних властивостей: тиражестійкість їх досягає 150 тис. відб. (пластмаса АТ) і 300 тис. відб. (пластмаса СНАК-15 — сополімер стиролу з нитролом акрилової кислоти); маса пластмасового складального матеріалу у 8–10 разів менше від маси матеріалу, відлитого із друкарського сплаву; механічна міцність, твердість і опірність пластичній деформації у пластмасового складального матеріалу значно вища; пластмасові шрифти характеризуються високою фарбопередачею і забезпечують хорошу якість друку; собівартість їх виготовлення на 40 % нижча від собівартості виготовлення шрифтів з друкарського сплаву. До недоліків складального матеріалу із пластмас варто віднести складність і трудомісткість його виготовлення, шкідливість парів стиролу.
В Українській РСР усю шрифтову продукцію для поліграфічних підприємств — від маленьких районних друкарень до великих успішно забезпечував Харківський шрифтоливарний завод.

## Сучасність
У наші дні словолитнями інколи називають типографії та дизайнерські бюро, що розробляють нові шрифти.